# Mihail Loșakov
Mihail Loșakov (născut Șloime-Meilih Loșakov; în rusă Михаил Лошаков; n. 1882, Orhei, gubernia Basarabia, Imperiul Rus – d. 1948, Celiabinsk, RSFS Rusă, URSS) a fost un evreu basarabean, pictor și profesor țarist rus, francez și sovietic.

## Biografie
S-a născut în orașul Orhei din același ținut, gubernia Basarabia (Imperiul Rus), în familia fotografului Menahem-Meer Loșakov (?–1914). A absolvit clasa de peisaj a școlii de pictură din Chișinău. În anii 1902-1910, a fost directorul unui cerc de iubitori de teatru evreu organizat de el la Orhei și a fost implicat în punerea în scenă a dramaturgilor contemporani în idiș. În 1914, odată cu izbucnirea Primului Război Mondial, a fost înmatriculat la Chișinău pe front ca soldat, în același an a fost rănit și demobilizat. S-a întors la Orhei, unde a condus atelierul de fotografie care a rămas după moartea tatălui său. În 1920-1926 a condus din nou cercul de dramă evreiască din Orhei, a jucat și ca actor pe scena teatrului rus, apoi a emigrat la fratele său mai mic, Ary, la Paris (1926), unde a lucrat până în 1940. S-a alăturat artiștilor Școlii din Paris.
În 1940 s-a întors în Basarabia pentru a vizita rude, în curând însă, Basarabia a fost ocupată de către URSS și a fost nevoit să rămână acolo. Odată cu începutul celui de-Al Doilea Război Mondial, care l-a surprins la Odesa, a fost evacuat împreună cu fratele său mai mic, Boris, în Uzbekistan, de unde a ajuns la Celeabinsk în 1943. S-a alăturat filialei locale a Uniunii Artiștilor din URSS, iar în anii 1944-1948 a predat la studioul de artă al Palatului Pionierilor „N. Krupskaia”, ulterior, la studioul de artă al Palatul de Cultură al uzinei „Ordjonikidze” și la școala secundară Nr. 49. 
În 1948, odată cu începerea unei campanii de combatere a cosmopolitismului, artistul local Aleksandr Tarasov a fost trimis să inspecteze atelierul de artă al lui Loșakov, care a lăsat un raport critic asupra activităților pictorului, acuzându-l de lipsa ideologiei, de inconsecvența desenelor copiilor cu tema expoziției la cea de-a 30-a aniversare a puterii sovietice și servilitate către Occident. A fost concediat și continuat să locuiască în Celeabinsk, soarta ulterioară este necunoscută.